# Bad Friedrichshall
Bad Friedrichshall je město v německé spolkové zemi Bádensku-Württembersku v zemském okrese Heilbronn. Ke 31. prosinci 2014 zde žilo 18 592 obyvatel a celková rozloha města čítá 24,7 km². Město se nachází na soutoku dvou řek, Jagst a Kocher, které se zde vlévají do Neckar. Nachází se zde známé solné doly a asi 10 km od Bad Friedrichshallu se nachází okresní město Heilbronn.

## Geografie

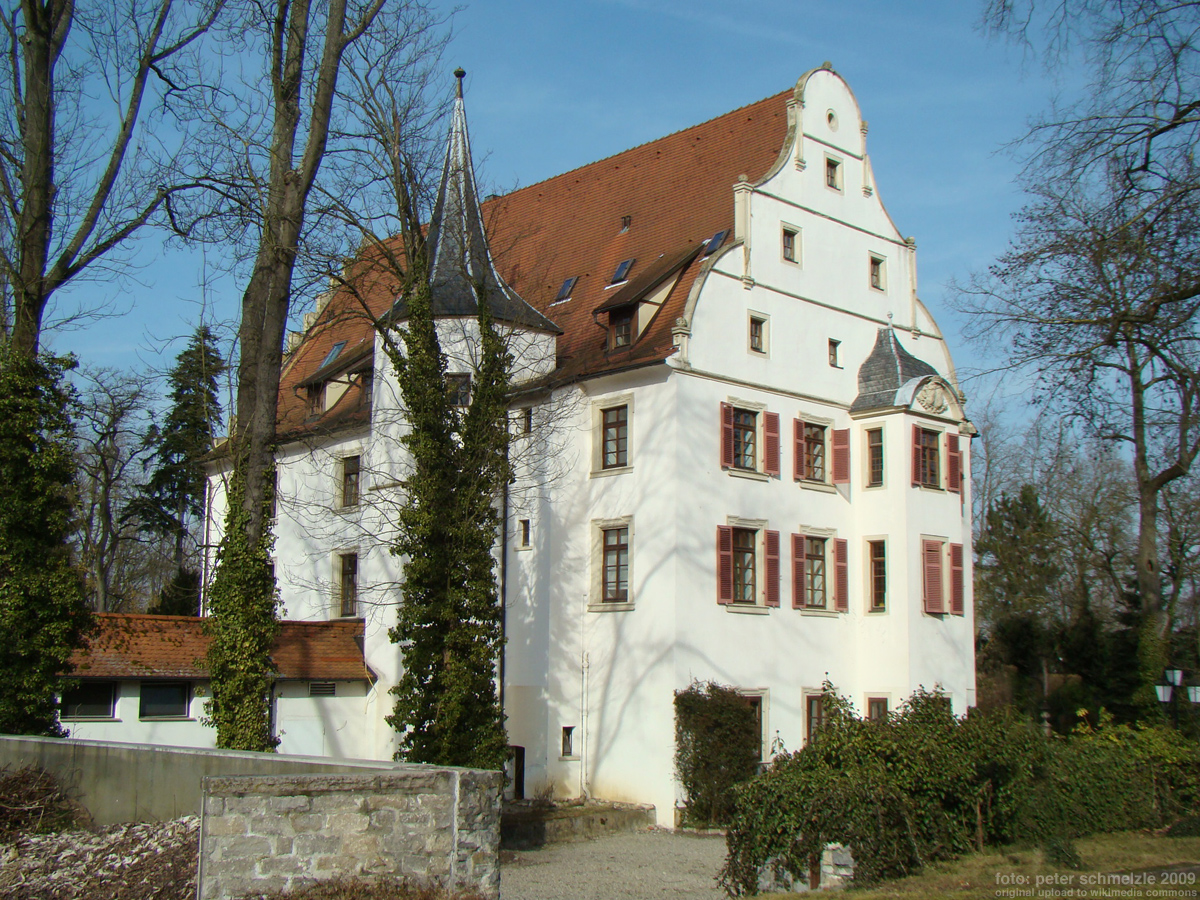
Zámek Lehen

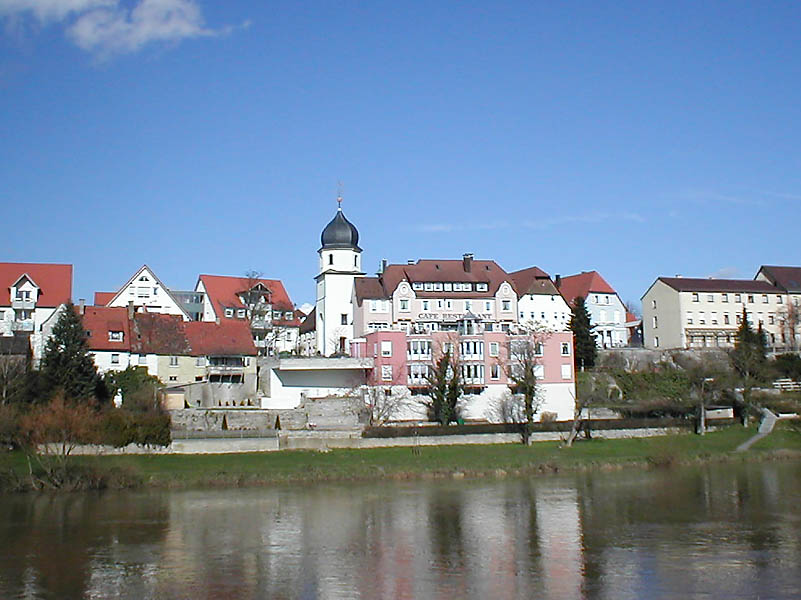
Pohled na Jagstfeld od řeky Neckar

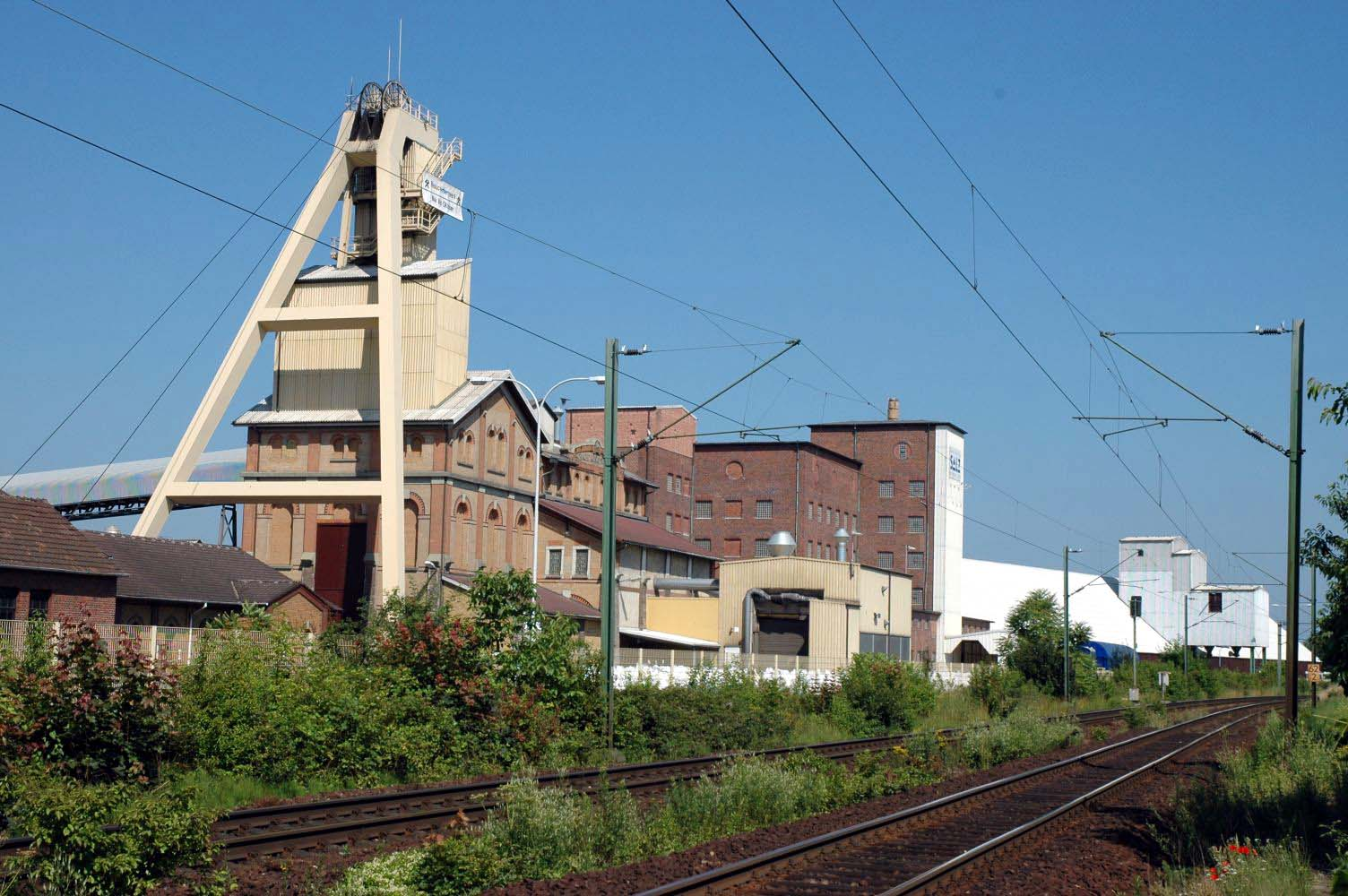
Solný důl

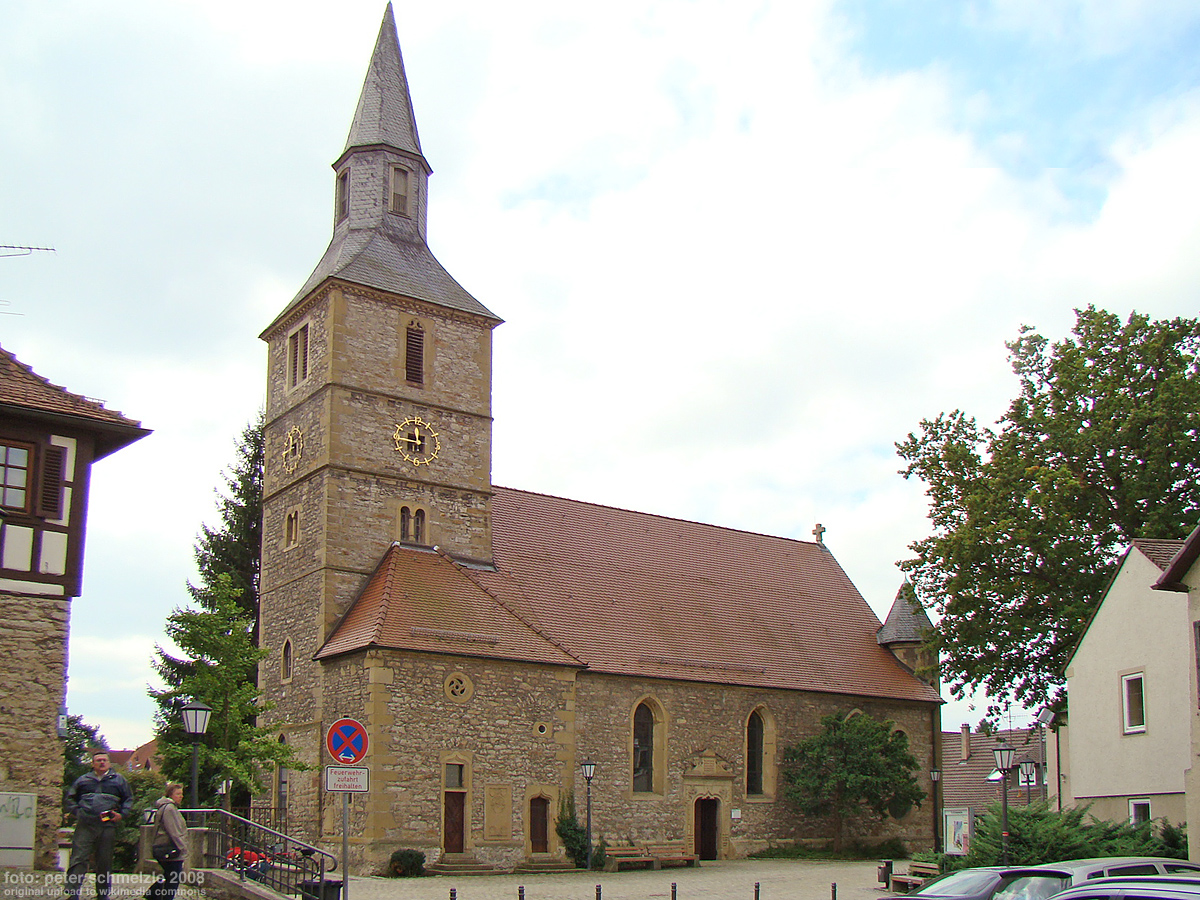
Kostel sv. Sebastiána

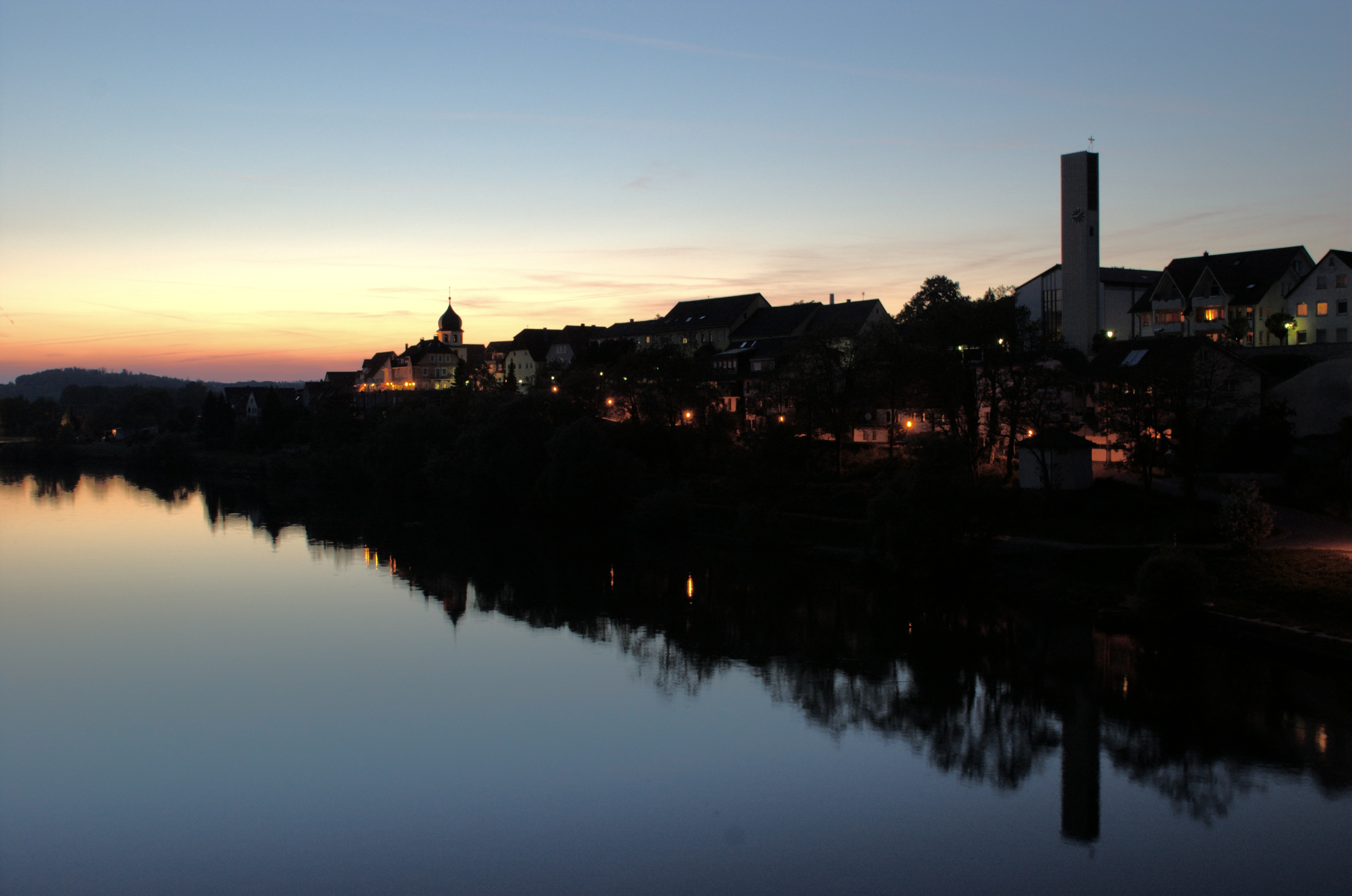
Jagstfeld

Bad Friedrichshall se nachází na soutoku říček Jagst a Kocher, které se zde vlévají do Neckar. Sousedními obcemi, po směru hodinových ručiček od jihu, jsou Neckarsulm, Untereisesheim, Bad Wimpfen, Offenau , Gundelsheim, Neudenau, Neuenstadt am Kocher a Oedheim. Všechny patří do zemského okresu Heilbronn.
Samotný Bad Friedrichshall je rozdělen na městské části Kochendorf, Jagstfeld, Hagenbach, Duttenberg a Untergriesheim und Plattenwald. Malá vesnice Heuchlingen patří k Duttenbergu.

## Historie
Samotné město Bad Friedrichshall není příliš staré; vzniklo teprve v roce 1933 a to spojením Kochendorfu a Jagstfeldu. Samotný název Friedrichshall je odvozen od solných dolů v Jagstfeldu pojmenovaných podle Fridricha I. Württemberského. Termín Bad v němčině označuje lázně a veškerá města s léčivými prameny mají tento titul, například Bad Salzuflen a další města.

### Historie Kochendorfu
Centrum Kochendorfu se nachází na soutoku řek Kocher a Neckar. V místech soutoku se pravděpodobně nacházel konsolidovaný majetek, okolo kterého vznikla obec Kochendorf. Ta byla poprvé zmíněna roku 817 našeho letopočtu. Samotný kostel sv. Sebastiána stál ve vesnici ještě před rokem 1100. Ve 13. století se v Německu navíc objevili i páni z Kochendorfu, kteří zde údajně měli sídlo. V 15. a 16. století zde nechala místní šlechta vystavět tři zámky. V roce 1672 navíc Freiherrs Saint-André odkoupil třetina obce a nechal postavit další nový zámek.
V 16. století bylo obyvatelstvo Kochendorfu tvořeno převážně židy, roku 1740 byla postavena synagoga a mezi lety 1806 až 1854 počet obyvatel, kteří se hlásili k judaismu, stoupl na 154 osob. V roce 1880 ale počet židů opět klesl jen na 71 lidí, roku 1925 jich bylo dokonce jen 7. Krátce nato byla synagoga prodána protestantské farnosti a židovská farnost se rozpadla po tom, co bylo sedm zbylých židů v roce 1940 až 1943 pronásledováno a nakonec zabito.

### Vznik Bad Friedrichshallu
V roce 1933 byl Kochendorf spojen se sousedním Jagstfeldu a vzniklá obec dostalo název Bad Friedrichshall. O dva roky později byl k Bad Friedrichshallu připojen i Hagenbach.
Dne 17. června 1951 byl Bad Friedrichshall povýšen do stavu město. 15. března 1972 byla připojena obec Duttenberg. Následovalo připojení obece Untergriesheim 1. ledna 1975.

## Kultura
- Zámek Lehen (Kochendorf): Zámek postavený v renesančním slohu roku 1533 namísto vodního hradu. V současné době se v zámku nachází hotel.
- Greckenschloss (Kochendorf): Zámek postavený v roce 1602 Wolfem Konrádem Greckem II. z Kochendorfu. Po roce 1806 sloužil k různým účelům a nakonec se roku 1829 dostal do rukou soukromého vlastníka. V současné době je zámek prázdný.
- Kostel sv. Andreho: Kostel postavený v roce 1710. Mezi lety 1672 až 1762 jej vlastnili páni z Kochendorfu a v současné době se zde nachází kancelář notáře.
- Stará kochendorfská radnice: Částečně dřevěná budova byl postavena v roce 1597, současný vzhled získala až po rekonstrukci roku 1890. Krátký čas zde sídlila policejní stanice.
- Kostel sv. Sebastiána: Protestantský kostel vznikl již před rokem 1100. Poprvé byla tato zděná budova zmíněna roku 1294 a za druhé světové války byla značně poškozena.
- Hřbitovní kaple (Hagenbach): Budova ze 16. století.

## Známé osoby
Mezi známé osobnosti spojené s Bad Friedrichshallem patří:
- Hermann Mühlbeyer (* 1939), politik
- Michael Zepek (* 1981), fotbalista
- Dominik Britsch (* 1987), boxer
- Sebastian Deyle (* 1977), herec a moderátor

## Partnerská města
Bad Friedrichshall podepsal smlouvy o spolupráci s těmito městy:
- Saint-Jean-le-Blanc, Francie
- Hohenmölsen, Sasko-Anhaltsko, Německo
- Isenbüttel, Dolní Sasko, Německo